# お昼のワイドショー
『お昼のワイドショー』（おひるのワイドショー）は1968年9月30日から1987年10月2日まで、日本テレビ系列で放送したワイドショー。通称「昼ワイド」。

## 概要
- 日本テレビは平日昼の時間帯にニュース番組『NNNワイドニュース』等を編成していたが主婦にターゲットを絞り、最近のニュースについての解説（「八丁破れのニュース解説」）、生活に役立つ情報、新倉イワオの企画で心霊研究家として大ブレークするきっかけを作った「怪奇特集・あなたの知らない世界」「女の事件」「テレビ公開捜査」等、様々な内容を放送した。日本テレビの単独制作となった後も当初は視聴者参加型のゲーム企画やバラエティショーを放送していた。夏休み、冬休み、春休みを中心にカラオケ大会を実施した。
- 初代司会は番組が開始した1968年夏の参議院選挙で初当選した青島幸男と横山ノック。深夜番組『11PM』と同様に隔日毎に日本テレビとよみうりテレビの制作で放送。青島は日テレ発の[注 2]、ノックはよみうりテレビ発の[注 3]のメイン司会を担当。国会会期中を中心に議員活動との両立で番組出演や打ち合わせへの参加を定期的に見合わせる必要のあった青島とノックを補佐するアシスタントとして、八代英太と中山千夏[注 4]が就任。青島・八代・中山、またはノック・八代・中山のトリオで番組を進行した。
- 1971年3月29日からは日本テレビの単独制作となり、番組もカラー放送となった[1]。これを期にノックが番組を降板し、青島・八代・中山のトリオで全曜日を担当した。
- 八代は1973年6月に愛知県刈谷市で開催した歌謡ショーの司会をしている最中に事故に遭い、下半身不随の重傷を負って長期療養を強いられた。約3か月後の同年8月、番組にゲストとして出演。芸能活動を徐々に再開。同ゲスト出演時は車椅子生活の不便さを同番組で訴えた。その後、1974年4月より「車椅子の司会者」という触れ込みの元、八代の休養中の代打として司会を務めた、古今亭志ん馬 (6代目)を続投させて番組に復帰。以後は1977年3月まで、レギュラー出演した[注 5]。
- 1976年9月、番組開始当初から青島のアシスタントを8年間 務めた中山がテレビ出演撤退と政治活動への進出を理由に降板。1977年4月、参院選出馬の準備の為に八代も番組を降板した。青島は八代と中山の指南役を買って出た事情から、1977年以降は番組を欠席する機会が増え、1979年9月を以って降板した[注 6]。
- 青島の降板後は志ん馬と神山喜久子（日本テレビ アナウンサー(当時)）が司会を務めた。志ん馬の降板後は俳優の砂川啓介が1980年4月より、神山と共に司会を務め、砂川の降板後は元 NHKアナウンサーの生方恵一が1986年4月より司会を務めた。

### 番組の終了
- 日本テレビでは平日昼枠・平日午後枠のテコ入れとして、本番組と単独番組として放送していた後続番組『ごちそうさま』『2時のワイドショー』（よみうりテレビ制作）『酒井広のうわさのスタジオ」を統合。1987年10月から『午後は○○おもいッきりテレビ』を開始。番組は19年の歴史に幕を下ろした。最終回は初代司会の青島、3代目 司会の砂川らの歴代司会者と番組に携わった関係者が生出演。過去の事件や当番組の映像と正月特番『番組対抗かくし芸大会』に出演した時の映像で過去を振り返った。エンディングは『おもいッきりテレビ』の初代司会を務めた山本厚太郎と泰葉が出演[注 7]。同番組をPRした後は生方が視聴者に向けて感謝の言葉を述べ、ラストは「19年間 どうも ありがとうございました」のテロップが表示された。神山は『おもいッきりテレビ』でプロデューサーを担当。

## 放送時間
1971年12月までは平日 12:30 - 13:30。1972年1月 - 1975年3月は平日 12:00 - 13:00に放送。
1975年4月 - 最終回は12:55 - 13:00に5分間のミニ番組『暮らしのヒント』を放送する為、12:55までの放送となった。

## 歴代司会
- 1968.09 - 1971.03 青島幸男（月・水・金） ／ 横山ノック（火・木） ／ 八代英太 ／ 中山千夏
- 1971.04 - 1973.06 青島幸男 ／ 八代英太  ／ 中山千夏
- 1973.06 - 1974.03 青島幸男 ／ 中山千夏 ／ 古今亭志ん馬
- 1974.04 - 1976.09 青島幸男 ／ 八代英太 ／ 中山千夏 ／ 古今亭志ん馬
- 1976.10 - 1977.04 青島幸男 ／ 八代英太 ／ 古今亭志ん馬 ／ 神山喜久子
- 1977.04 - 1979.09 青島幸男 ／ 古今亭志ん馬 ／ 神山喜久子
- 1979.10 - 1980.03 古今亭志ん馬 ／ 神山喜久子
- 1980.04 - 1986.03 砂川啓介 ／ 神山喜久子
- 1986.04 - 1987.03 生方恵一 ／ 栗原アヤ子 ／ 小倉淳（日本テレビ アナウンサー(当時)）
- 1987.04 - 1987.09 生方恵一 ／ 岸ユキ ／ 小倉淳

### 変遷
| 期間    | 期間    | 司会         | 司会         | アシスタント | アシスタント          |
| 期間    | 期間    | 月･水･金     | 火･木        | 女性         | 男性                  |
| ------- | ------- | ------------ | ------------ | ------------ | --------------------- |
| 1968.09 | 1971.03 | 青島幸男     | 横山ノック   | 中山千夏     | 八代英太              |
| 1971.04 | 1973.05 | 青島幸男     | 青島幸男     | 中山千夏     | 八代英太              |
| 1973.06 | 1974.03 | 青島幸男     | 青島幸男     | 中山千夏     | 古今亭志ん馬          |
| 1974.04 | 1976.09 | 青島幸男     | 青島幸男     | 中山千夏     | 古今亭志ん馬 八代英太 |
| 1976.10 | 1977.04 | 青島幸男     | 青島幸男     | 神山喜久子   | 古今亭志ん馬 八代英太 |
| 1977.04 | 1979.09 | 青島幸男     | 青島幸男     | 神山喜久子   | 古今亭志ん馬          |
| 1979.10 | 1980.03 | 古今亭志ん馬 | 古今亭志ん馬 | 神山喜久子   | -                     |
| 1980.04 | 1986.03 | 砂川啓介     | 砂川啓介     | 神山喜久子   | -                     |
| 1986.04 | 1987.03 | 生方恵一     | 生方恵一     | 栗原アヤ子   | 小倉淳                |
| 1987.04 | 1987.09 | 生方恵一     | 生方恵一     | 岸ユキ       | 小倉淳                |

## ネット局
※系列は放送当時のもの
| 放送対象地域           | 放送局             | 系列                          | 備考                                                                                       |
| ---------------------- | ------------------ | ----------------------------- | ------------------------------------------------------------------------------------------ |
| 関東広域圏             | 日本テレビ         | 日本テレビ系列                | 制作局                                                                                     |
| 北海道                 | 札幌テレビ         | 日本テレビ系列                | 1972年3月まではフジテレビ系列（FNSのみ加盟）とのクロスネット局                             |
| 青森県                 | 青森放送           | 日本テレビ系列 テレビ朝日系列 | 1975年3月までは日本テレビ系単独加盟局                                                      |
| 岩手県                 | テレビ岩手         | 日本テレビ系列                | 1979年10月よりネット開始 1980年3月まではテレビ朝日系列とのクロスネット局                   |
| 宮城県                 | ミヤギテレビ       | 日本テレビ系列                | 1975年10月よりネット開始                                                                   |
| 秋田県                 | 秋田放送           | 日本テレビ系列                |                                                                                            |
| 山形県                 | 山形放送           | 日本テレビ系列 テレビ朝日系列 | 1980年3月までは日本テレビ系単独加盟局 1970年2月から9月までは福島テレビへの時差裏送りも担当 |
| 福島県                 | 福島テレビ         | 日本テレビ系列                | 時差ネット 1970年2月から9月まで                                                            |
| 福島県                 | 福島中央テレビ     | 日本テレビ系列                | 1981年10月よりネット開始                                                                   |
| 山梨県                 | 山梨放送           | 日本テレビ系列                |                                                                                            |
| 新潟県                 | テレビ新潟         | 日本テレビ系列                | 1981年3月25日のサービス放送開始から                                                        |
| 静岡県                 | 静岡第一テレビ     | 日本テレビ系列                | 1979年7月の開局から                                                                        |
| 富山県                 | 北日本放送         | 日本テレビ系列                |                                                                                            |
| 福井県                 | 福井放送           | 日本テレビ系列                |                                                                                            |
| 中京広域圏             | 名古屋テレビ       | 日本テレビ系列 NETテレビ系列  | 1973年3月まで                                                                              |
| 中京広域圏             | 中京テレビ         | 日本テレビ系列                | 1973年4月よりネット開始 変則クロスネット解消に伴う移行                                     |
| 近畿広域圏             | 読売テレビ         | 日本テレビ系列                |                                                                                            |
| 鳥取県 →鳥取県・島根県 | 日本海テレビ       | 日本テレビ系列                | 1972年9月までの放送エリアは鳥取県のみ                                                      |
| 広島県                 | 広島テレビ         | 日本テレビ系列                | 1972年4月から 1975年9月まではフジテレビ系列とのクロスネット局                              |
| 山口県                 | 山口放送           | 日本テレビ系列 テレビ朝日系列 | 1978年9月までは日本テレビ系単独加盟局                                                      |
| 香川県 →香川県・岡山県 | 西日本放送         | 日本テレビ系列                | 1983年3月までの放送エリアは香川県のみ                                                      |
| 徳島県                 | 四国放送           | 日本テレビ系列                |                                                                                            |
| 愛媛県                 | 南海放送           | 日本テレビ系列                | 1970年代の一時期、12:05からの5分間時差録画ネットだったことがあった                         |
| 高知県                 | 高知放送           | 日本テレビ系列                |                                                                                            |
| 福岡県                 | 福岡放送           | 日本テレビ系列                | 1969年4月の開局から                                                                        |
| 長崎県                 | テレビ長崎         | フジテレビ系列 日本テレビ系列 | 1969年4月の開局から                                                                        |
| 熊本県                 | くまもと県民テレビ | 日本テレビ系列                | 1982年4月の開局から                                                                        |

### ネットに関する備考
- テレビ長崎（当時NNN/FNNクロスネット局）は、1969年4月の開局時からこの番組を同時ネット[注 11]していたため、フジテレビの『笑っていいとも!』は夕方に時差放送されていた（『笑ってる場合ですよ!』以前の同枠については未ネット）。
- 12時台にNET→テレビ朝日との同時ネットだったテレビ信州・テレビ大分、フジテレビとの同時ネットだったテレビ宮崎・鹿児島テレビ等、一部のクロスネット局[注 12]では放送されなかった（なお、番組最後の「暮らしのヒント」のコーナーだけは『お昼のワイドショー』が放送されない地域の一部の局にもネットされた）。
- 初期に、当時NNNに加盟していた福島テレビ（FTV）が時差ネットをしたことがある。（山形放送〔YBC〕が同時録画の上でFTVへの送り出しを担当〔出典：1970年4月期のFTVタイムテーブルより〕。FTVはこの時期日本テレビとTBS両系列のクロスネット局で、正午の時間帯はTBSの番組を同時ネット）
  - その後日本テレビ系列の番組は福島中央テレビ（FCT）へ移行。その際「青島・ノックのお昼のワイドショー」の時差ネット局はなくなった。
  - FCTは1971年のFTVとのネット交換に伴い、正午からテレビ朝日（当時はNETテレビ）の『アフタヌーンショー』を放送したため、福島県ではしばらくこの『お昼のワイドショー』が放送されなくなったが、1981年10月のテレビ朝日系の福島放送開局に伴い放送を開始した。
- ミヤギテレビは開局当時、NETテレビとのクロスネット局だったため、正午から『アフタヌーンショー』を放送していたので、この『お昼のワイドショー』はネットしていなかったが、1975年10月のテレビ朝日系の東日本放送開局に伴い放送を開始した。
- テレビ岩手は開局当時はテレビ朝日とのクロスネット局だったため、開局当初から『アフタヌーンショー』を同時ネットで放送してきたが、ANN脱退直前の1979年10月に同番組を打ち切ってこの『お昼のワイドショー』の同時ネットに切り替えた（テレビ岩手は1980年4月からNNSフルネット局）。
- スポンサーは基本的に日本文化センター等全国ネット協賛社のネットセールスであるが、一部ローカルスポンサー枠を設けていたほか、ネットスポンサーを差し替えることも可能だった（例・北日本放送では日本文化センターに代えて富山専門店会が、テレビ岩手では釜石共栄（地元スーパー）が協賛していた）。このためか、タイトルロゴや提供クレジット・アナウンスはネットスポンサーのみの局も含めて各局で送り出していたため、「お昼のワイドショー」のタイトルロゴ（デザインは全局とも同じ）のサイズや、テロップの縁取りの有無など各局ごとに差があった。オープニングでは提供クレジットの後に日本テレビのみ「制作 日本テレビ」と制作クレジットを出していた。エンディングのエンドカードも局によって分かれており、日本テレビなど明日の予告（例:「明日のこの時間は『テレビ公開捜査』みなさまからの情報をお待ちしています」）を出した局と単に「お昼のワイドショー　また明日（来週）」と出した局で、さらに最終回のエンディングでも「来週からのこの時間は『午後は○○おもいッきりテレビ』をお送りします」とテロップを出した局と単に「お昼のワイドショー　おわり」と出した局で分かれていた。
  - この状態は後番組の「おもいッきりテレビ」でも、しばらくの間続いた。